# Christa Ehrlich
Christina Anna (Christa) Ehrlich (Wenen, 12 maart 1903 - Den Haag 12 februari 1995) was een beeldend kunstenaar die bekendheid verwierf als sieraadontwerper, fotograaf en edelsmid.

## Biografie
Ehrlich is opgeleid aan de Kunstgewerbeschule te Wenen (1922-1925) waar zij les had van onder meer Josef Hoffmann. In opdracht van Hoffman was Ehrlich verantwoordelijk voor een deel van de interieurs van het Oostenrijks paviljoen op de Exposition des Arts Décoratifs et Industriels te Parijs in 1925, een van de modernste paviljoens op deze wereldtentoonstelling. 
In 1927 werd zij op verzoek van Carel Begeer als ontwerper van tafelzilver naar Nederland gehaald om te werken voor de Zilverfabriek Voorschoten, een dochterbedrijf van de Koninklijke Nederlandsche Edelmetaal Bedrijven, waarvoor zij onder meer geometrische theeserviezen ontwierp met een strakke vormgeving. Dit bedrijf ging in 1960 op in het bedrijf Van Kempen en Begeer.
Na haar komst naar Nederland werd haar werk vlot opgemerkt en gepubliceerd en in datzelfde jaar (1927) ontwierp zij een omslag voor het tijdschrift Wendingen, dat was gewijd aan de Wiener Werkstätte. Ook heeft Ehrlich keramiek ontworpen voor het Maastrichtse bedrijf Regout. Zij onderhield contacten met Hendrik Petrus Berlage, Hendrik Wijdeveld en Jan Eisenloeffel. Haar vormgeving is geënt op industriële productie.
Tot haar pensionering bleef zij werkzaam voor de Zilverfabriek Voorschoten. Tussen 1928 en 1960 richtte Ehrlich alle tentoonstellingen in waaraan de Zilverfabriek deelnam. Daarnaast ontwierp ze tevens de catalogi, folders, verpakkingsmateriaal en monogrammen voor de fabriek. Na de oorlog maakte zij geen nieuwe ontwerpen voor zilveren objecten meer voor de fabriek.
Ehrlich overleed in 1995 te Den Haag.

## Tentoonstellingen (selectie)
- 1925 Parijs, Weens paviljoen: beschildering van vitrines en plafonds
- 1927 Leipzig, Europaeïsche Kunstgewerbe: beschildering van vitrines en wanden
- 1988 Schoonhoven, Christa Ehrlich, Weens ontwerpster in Nederland 1929-1940, Nederlands Zilvermuseum Schoonhoven (toen nog Nederlands Goud- en Zilver- en Klokkenmuseum Schoonhoven).[3]
- 2022 Leiden, Christa Ehrlich – Pionier in design, Museum de Lakenhal[4]